# Цайг
Цайг (арм. «Ցայգ») — частная телекомпания в Армении, вещающая из Гюмри. 

## История
Телеканал получил лицензию на телевещание 3 января 1991 года, вышел в эфир 10 мая 1992 года, став первым частным телеканалом в Армении. В 1993 году, из-за энергетического кризиса, телеканал транслировался в ночное время (23:00-9:00). 
В 1994 году телеканал присоединился к ассоциации частных телекомпаний Закавказья «Internews Network». 15 ноября 1994 года по финансовый причинам канал временно прекратил выход в эфир. Также из канала ушёл один из создателей, Артур Езекян, который в том же году создал телерадиокомпания Шант. 
В 1996 году, получив кредит, компания обновила свою технику, и 17 июня возобновила эфир на 6-м метровом канале Гюмри с 14-часовым эфиром. В настоящее время Цайг, наравне с каналом Шант, является одной из наиболее популярных и влиятельных региональных телекомпаний Армении. Эфирное вещание покрывает область Ширак, также канал вещает в интернете.